# Liste der Kulturdenkmäler in Mauschbach
In der Liste der Kulturdenkmäler in Mauschbach sind alle Kulturdenkmäler der rheinland-pfälzischen Ortsgemeinde Mauschbach aufgeführt. Grundlage ist die Denkmalliste des Landes Rheinland-Pfalz (Stand: 31. August 2023).

## Einzeldenkmäler
| Bezeichnung    | Lage                                        | Baujahr         | Beschreibung                                                                       | Bild                           |
| -------------- | ------------------------------------------- | --------------- | ---------------------------------------------------------------------------------- | ------------------------------ |
| Wohnhaus       | Hauptstraße 35 Lage                         | 19. Jahrhundert | ehemaliges Gesindehaus; Putzbau mit Rundbogenöffnungen als Loggia, 19. Jahrhundert | weitere Bilder Fotos hochladen |
| Kriegerdenkmal | südlich des Ortes; Flur Am Seigersberg Lage |                 | Kriegerdenkmal 1914/18; zwei reliefierte Pfeiler                                   | weitere Bilder Fotos hochladen |